# Charley Toorop

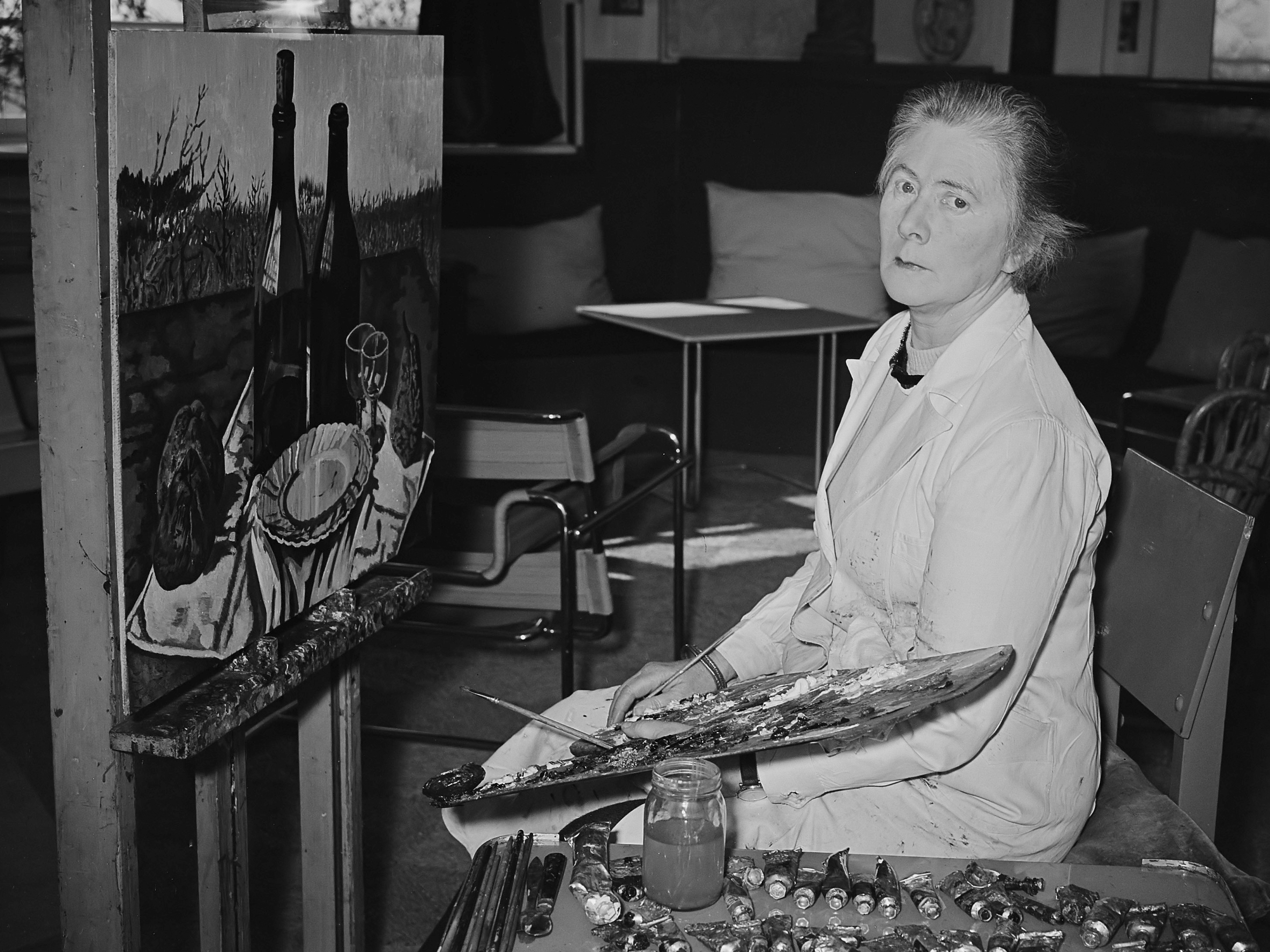
Charley Toorop (1951)

Charley Toorop (* 24. März 1891 in Katwijk; † 6. November 1955 in Bergen in Nordholland), Tochter des Malers Jan Toorop und seiner Ehefrau Annie Hall, war eine bedeutende Malerin und Lithografin aus den Niederlanden.

## Leben
Schon als Kind war Charley Troorop musikalisch begabt und für eine Zeit strebte sie eine musikalische Karriere an. Während einer vorübergehenden Trennung ihrer Eltern wuchs Charley bei ihrer Mutter in Leamington in England und in Paris auf. Seit 1905 lebte die Familie wieder zusammen und zog nach Amsterdam. Dort nahm Charley Toorop Gesangsunterricht. In dieser Zeit lernte Charley verschiedene Freunde ihres Vaters kennen und kam so mit verschiedenen Menschen aus der Kunst-, Literatur- und Musikwelt in Kontakt. Im Sommer arbeitete ihr Vater meistens in Domburg, und Charley begleitete ihn, zeichnete und malte, wahrscheinlich erhielt sie dabei auch Unterricht von ihrem Vater. In dieser Zeit begann sie langsam ernsthafter zu malen.
Charley Toorops Eltern konvertierten beide zum Katholizismus. Charleys Verhältnis zur katholischen Religion scheint ambivalent gewesen zu sein. Deswegen, und auch wegen ihres Umgangs mit Menschen wie beispielsweise Mondriaan, Sluyter oder Henk Fernhout entfremdete sie sich von ihren Eltern. Charley Toorop heiratete Hendrik Fernhout im Jahr 1912. Gemeinsam zogen sie nach Bergen in Nordholland, wo ihr erster Sohn Edgar geboren wurde. Aus der Ehe gingen der Maler Edgar Fernhout (1912–1974), der Filmemacher John Fernhout und die Tochter Annetje hervor.

## Werk
Die meisten der frühen Arbeiten Charley Troorops sind verschwunden, so z. B. die Gemälde "Landschaft", "Kirche an der Maas" und "Kleines Porträt". Bereits 1909 nahm Toorop an einer Ausstellung der St. Lucas-Vereinigung in Amsterdam teil. Welches Werk sie dort ausstellte ist nicht bekannt, aber da sie im sog. Luministensaal ausstellte, ist anzunehmen, dass ihr Werk mit dem Luminismus in Verbindung gebracht wurde. Charley Toorop war Teil der Domburger Gruppe, welche maßgeblich von ihrem Vater geprägt wurde. Seit 1911 stellte sie ihre Arbeiten auch im Kunstsalon ihres Vaters aus.
Der Kubismus, welcher maßgeblich von Braque und Picasso zwischen 1908 und 1911 geprägt wurde, konnte sich auch in den Niederlanden verbreiten. Werke von Braque, Derain, Le Fauconnier und Picasso wurden in den Niederlanden zum ersten Mal in einer Ausstellung 1911 ausgestellt, die von der Künstlervereinigung "der Moderne Kunstkreis" veranstaltet wurde. Durch diese Ausstellung, an der sie selbst mit luministischen Werken teilnahm, kam Toorop mit dem Kubismus in Berührung. Der Kubismus hatte jedoch keinen direkten Einfluss auf ihre Werke, die bis 1913 weiterhin dem Luminismus zugerechnet wurden. Toorops Gemälde "Sitzendes Mädchen" von 1913 zeigt hingegen schon ihre Interpretation des Kubismus. Die Formen wirken flächiger und die Tiefenwirkung reduziert.
Auch wenn sich Charley Toorop vom Katholizismus ihrer Eltern distanzierte, verwendete sie häufiger christliche Motive in ihren Werken. Beispielhaft hierfür sind ihre Werke "Stilleben mit großer Flasche und Heiligenbild", "Kreuzigung" und "Madonna" zu nennen.
Die autodidakte Künstlerin verblieb zwischen 1919 und 1921 in Paris und zog 1922 nach Bergen (Nordholland) um. Dort wirkte sie im Stil der Bergener Schule. Nach 1928 wurde ihr Kolorit heller mit mehr Rotfarben.
Von 1937 an zeigen ihre Werke eine größere Stärke und Ausdruck. Oft sind die Figuren verzerrt wiedergegeben. Ihr wichtigstes Werk aus dieser Epoche, Die drei Generationen, wird in dem Rotterdamer Museum Boijmans Van Beuningen gezeigt.
Von ihren Lithografien wurden viele als Buchillustrationen und für Kalender verwendet. Eine davon, ein Selbstporträt, erreichte sogar eine Auflage von etwa einer Million Exemplaren. In ihren späten Werken arbeitete sie vor allem für die katholische Kirche.

## Zitat
Vincent van Gogh was er voor mij alvóór ik begon te schilderen, eigenlijk bij mijn bewustwording. Het was het eerste geschil met mijn vader die het zo anders zag, voor mij was het de doorbraak naar een nieuwe wereld. Altijd is het een gebeuren gebleven om zijn werk te zien.
De grote tentoonstelling in Amsterdam van zijn werk na de Bevrijding was nog meer de Bevrijding voor mij dan de eigenlijke. Dat zijn werk daar zo prachtig kon hangen, en dat wij het weer zó konden zien: de magistrale tekeningen van het Franse landschap, de geschilderde landschappen, de figuren en de stillevens.
Charley Toorop, Februar 1953
Übersetzung:
Vincent van Gogh war für mich da, noch bevor ich mit dem Malen begann, eigentlich seitdem ich denken kann. Er war der Grund für den ersten Streit mit meinem Vater, der die Dinge so anders sah. Für mich war es der Durchbruch in eine neue Welt. Seine Werke zu sehen, war immer ein besonderes Erlebnis für mich.
Die große Amsterdamer Ausstellung seiner Werke nach der Befreiung war für mich die eigentliche Befreiung. Dass seine Werke dort so wunderbar präsentiert wurden und wir sie endlich wieder erleben durften: die großartigen Zeichnungen der französischen Landschaft, die gemalten Landschaften, die Figuren und die Stillleben.

## Ausstellungen
24. Mai bis 14. September 2025: Charley Toorop – Liebe zu van Gogh im Kröller-Müller-Museum, Otterlo, Niederlande. 60 Werke. Ausstellungskatalog: Charley Toorop: Liefde voor van Gogh / Love for van Gogh, 144 S., 2025 (niederl. / engl.).